# Тіло сталої ширини
Ті́ло ста́лої ширини́ ― опукле тіло, ортогональна проєкція якого на будь-яку пряму є відрізком сталої довжини. Довжину цього відрізка називають шириною цього тіла. Найпростішим прикладом тіла сталої ширини є куля. Але крім кулі, існує безліч інших (не обов'язково гладких) тіл сталої ширини, наприклад, тіло, поверхню якого отримано обертанням трикутника Рело навколо однієї з його осей симетрії.

## Властивості
- Клас тіл постійної ширини збігається з класом опуклих тіл сталого обхвату, для яких межі ортогональних проєкцій на всілякі площини мають однакову довжину.

## Відкриті проблеми
- Невідомо, яке тіло сталої ширини має найменший об'єм (гіпотеза Боннесена ― Фенхеля)[1][2][3].
- Майже нічого не відомо про асимптотику найменшого об'єму тіл ширини 1 за розмірності, що прямує до нескінченності[4].

## Варіації та узагальнення
- Тіло називається ротором многогранника K якщо воно може вільно обертатися в K торкаючись усіх його граней корозмірності 1. Наприклад, будь-яке тіло сталої ширини є ротором куба.
  - Будь-який многогранник, у якого існує ротор, є описаним.
  - Правильні многогранники мають нетривіальні ротори, тобто відмінні від кулі[5][6].